# Estádio Nacional do Chiazi
Het Estádio Nacional do Chiazi is een multifunctioneel stadion in Cabinda, een stad in Angola. 
Het stadion, dat werd geopend in op 30 december 2009, wordt vooral gebruikt voor voetbalwedstrijden. In het stadion is plaats voor 25.000 toeschouwers. Het stadion heette eerder Estádio Chimandela en staat ook bekend als Welwichiastadion.

## Afrika Cup
In 2010 werd van dit stadion gebruik gemaakt voor het Afrikaans kampioenschap voetbal, dat van 10 januari tot en met 31 januari 2010 in Angola werd gehouden. In dit stadion waren 6 groepswedstrijden en de kwartfinale tussen Ivoorkust en Algerije (2–3).